# 呂三型潜水艦
呂三型潜水艦（ろさんがたせんすいかん）は、大日本帝国海軍の潜水艦の艦級。F2型（エフにがた）とも。同型艦3隻。

## 概要
各国から輸入した潜水艦の運用実績により呂一型潜水艦（F1型）を改良して建造したものである。基本的な能力に差はないが、問題点であった船体が強化されている。また主機は国内でライセンス生産したものを搭載したがその信頼性は低かったという。これらの問題点もあり建造は3隻で打ち切られている。
兵装は7.5cm砲にかわって機銃1挺を装備した。
建造は呂一型と同じ川崎造船所で1922年(大正11年)に3隻竣工、竣工時の名称は第三十一潜水艦、第三十二潜水艦、第三十三潜水艦である。実戦に投入されることはなく、全艦老齢化により、1932年(昭和7年)に除籍。

## 同型艦

### 呂3
- 呂号第三潜水艦

1922年（大正11年）7月15日竣工（神戸川崎）。竣工時の艦名は第三十一潜水艦。1924年（大正13年）11月1日呂号第三潜水艦に改称。1932年(昭和7年)4月1日除籍。

### 呂4
- 呂号第四潜水艦

1922年（大正11年）5月5日竣工（神戸川崎）。竣工時の艦名は第三十二潜水艦。1924年（大正13年）11月1日呂号第四潜水艦に改称。1932年(昭和7年)4月1日除籍。

### 呂5
- 呂号第五潜水艦

1922年（大正11年）3月9日竣工（神戸川崎）。竣工時の艦名は第三十三潜水艦。1924年（大正13年）11月1日呂号第五潜水艦に改称。1932年(昭和7年)4月1日除籍。